# Klarencjusz
Klarencjusz – imię męskie pochodzenia łacińskiego, stanowiące wtórnie utworzony przydomek, wywodzący się od słowa clarens, clarentis, i oznaczające „błyszczący”, „jaśniejący”.
Klarencjusz imieniny obchodzi 26 kwietnia, jako wspomnienie św. Klarencjusza, biskupa Vienne.
Znane osoby noszące imię Klarencjusz:
- Clarence Acuña – piłkarz chilijski
- Clarence Ray Allen – przestępca amerykański
- Clarence Bruce – brytyjski arystokrata i sportowiec
- Clarence Felician Chinniah – lankijski dyplomata
- Clarence Clark – amerykański tenisista i działacz sportowy
- Clarence D. Clark –  polityk amerykański
- Clarence Darrow – amerykański prawnik
- Clarence Day – amerykański pisarz
- Clarence Gilyard Jr. – amerykański aktor telewizyjny
- Clarence Griffin – amerykański tenisista
- Clarence Houser – amerykański lekkoatleta, dyskobol i kulomiot, trzykrotny mistrz olimpijski
- Clarence Huebner – amerykański generał
- Clarence Kelly – amerykański biskup sedewakantystyczny
- Clarence Dickinson Long – amerykański polityk, demokrata
- Clarence P. Oberndorf – amerykański psychiatra, psychoanalityk, pierwszy historyk ruchu psychoanalitycznego w USA
- Clarence Perry – amerykański architekt, twórca pojęcia „jednostki sąsiedzkiej”, zakładającego potrzebę umieszczania w pobliżu domów mieszkalnych obiektów usługowych
- Clarence Seedorf – holenderski piłkarz
- Clarence Thomas – amerykański prawnik, od 1991 sędzia Sądu Najwyższego USA
- Clarence Vinson – amerykański bokser wagi koguciej
- Clarence Walker – były południowoafrykański bokser wagi koguciej
- Clarence Williams – amerykański muzyk jazzowy, pianista, kompozytor, wokalista, producent i wydawca muzyczny
- Clarence Zener – amerykański fizyk
- Franklin Clarence Mars – amerykański przedsiębiorca, założyciel firmy Mars Incorporated produkującej głównie słodycze czekoladowe

Postaci fikcyjne o imieniu Klarencjusz:
- Eustachy Klarencjusz Scrubb – postać z cyklu Opowieści z Narni